# Komora Imre
Komora Imre (Budapest, 1940. június 5. – 2024. augusztus 15. (k. n.)) olimpiai bajnok magyar labdarúgó, edző, menedzser, a magyar labdarúgó-válogatott korábbi szövetségi kapitánya.

## Sportpályafutása

### Játékosként
1952-ben kezdett el futballozni a Szombathelyi Haladás csapatánál, majd 1961-ben igazolta le a Budapest Honvéd. 1964-ben, valamint 1972-ben a magyar bajnokság ezüstérmese volt a Honvéddal, emellett az 1964-ben Magyar Népköztársasági Kupában győztes csapat tagja is volt. 1970-ben a Közép-Európa Kupában elődöntős volt.
Az 1964-es tokiói olimpián győztes válogatott tagja volt, ill. a spanyolországi Európa-bajnokságon bronzérmet szerzett. 1972-ben vonult vissza az aktív játéktól. Pályafutása során 312 élvonalbeli mérkőzésen 72 gólt szerzett. 1964-ben és 1968-ban egy-egy alkalommal szerepel a magyar labdarúgó-válogatottban.

### Edzőként
Visszavonulása után a Honvéd labdarúgó-szakosztályának vezetője lett, majd 1978-ban szakedzői diplomát szerzett a Testnevelési Főiskolán. 1982-ben a Budapest Honvéd vezetőedzője lett. Irányítása alatt a csapat 1984 és 1986 között három alkalommal magyar bajnoki címet szerzett, emellett 1985-ben a Magyar Népköztársasági Kupát is megnyerte. 1986-ban rövid időre, három válogatott mérkőzésen során a magyar labdarúgó-válogatott szövetségi kapitánya volt. 1988-ig a Bp. Honvéd egyesület labdarúgásért felelős ügyvezető
elnökhelyettese volt.
1989-ben a görög Olimbiakósz technikai igazgatójává nevezték ki, amely posztot 1990 nyaráig töltött be. 1995 januárjában az immár Kispest Honvéd FC-nek hívott labdarúgóklub klubigazgatója lett, emellett 1997 szeptembere és 1998 között, ill. 1999 nyarától rövid időre ismét a csapat vezetőedzőjeként tevékenykedett. 1999 szeptemberében felmentették klubigazgatói, majd vezetőedzői pozíciójából is.

### Menedzserként
Magyarországon egyik első személyként kezdett el különböző labdarúgókat menedzselni, először akkori saját vejét, Détári Lajost. Ő intézte el Détári átigazolását az Eintracht Frankfurttól az Olimbiakószhoz. 2002-ben bírósági eljárás indult ellene hűtlen kezelés gyanújával Bárányos Zsolt és Tóth Mihály korábbi eligazolásával kapcsolatban, de felmentették a vádak alól. Az eljárás során végig ártatlanságát hangoztatta. A labdarúgástól a 2000-es évektől már visszavonult és nyugdíjba ment.

## Sikerei, díjai

### Játékosként
- Európa-bajnokság
  - bronzérmes: 1964, Spanyolország
- Olimpiai játékok
  - aranyérmes: 1964, Tokió
- Magyar bajnokság
  - 2.: 1963-ősz, 1964, 1971–72
  - 3.: 1970-tavasz
- Magyar kupa (MNK)
  - győztes: 1964
  - döntős: 1968, 1969
- Kupagyőztesek Európa-kupája (KEK)
  - negyeddöntős: 1965–66
- Közép-európai kupa (KK)
  - elődöntős: 1970

### Edzőként
- Magyar bajnokság
  - bajnok: 1983–84, 1984–85, 1985–86
  - 3.: 1982–83
- Magyar kupa (MNK)
  - győztes: 1985
  - döntős: 1983
- Görög kupa
  - győztes: 1990
- Mesteredző (1986)

## Statisztika

### Mérkőzései a válogatottban
| Magyarország | Magyarország       | Magyarország                         | Magyarország     | Magyarország | Magyarország  | Magyarország          | Magyarország | Magyarország |
| #            | Dátum              | Helyszín                             | Hazai            | Eredmény     | Vendég        | Kiírás                | Gólok        | Esemény      |
| ------------ | ------------------ | ------------------------------------ | ---------------- | ------------ | ------------- | --------------------- | ------------ | ------------ |
|              | 1963. május 4.     | Budapest, Népstadion                 | Magyarország     | 4 – 0        | Svédország    | olimpiai selejtező    | -            |              |
|              | 1963. december 3.  | Dakar                                | Szenegál         | 3 – 8        | Magyarország  | barátságos (olimpiai) | -            | Gól · Gól    |
|              | 1963. december 5.  | Abidjan                              | Elefántcsontpart | 1 – 4        | Magyarország  | barátságos (olimpiai) | -            |              |
|              | 1963. december 8.  | Lomé                                 | Togo             | 2 – 3        | Magyarország  | barátságos (olimpiai) | -            | becserélve   |
|              | 1963. december 15. | Accra                                | Ghána            | 1 – 2        | Magyarország  | barátságos (olimpiai) | -            | Gól          |
|              | 1963. december 26. | Algír                                | Algéria          | 0 – 3        | Magyarország  | barátságos (olimpiai) | -            |              |
|              | 1964. április 29.  | Palma de Mallorca                    | Spanyolország    | 1 – 2        | Magyarország  | olimpiai selejtező    | -            |              |
|              | 1964. május 6.     | Budapest, Népstadion                 | Magyarország     | 3 – 0        | Spanyolország | olimpiai selejtező    | -            |              |
| 1.           | 1964. június 17.   | Madrid, Santiago Bernabéu stadion    | Spanyolország    | 2 – 1        | Magyarország  | NEK-elődöntő          | -            |              |
|              | 1964. október 11.  | Tokió, Olimpiai stadion (JPN)        | Magyarország     | 6 – 0        | Marokkó       | olimpiai B csoport    | -            |              |
|              | 1964. október 15.  | Tokió, Komazawa stadion (JPN)        | Magyarország     | 6 – 5        | Jugoszlávia   | olimpiai B csoport    | -            |              |
|              | 1964. október 18.  | Jokohama, Mitsuzawa stadion (JPN)    | Magyarország     | 2 – 0        | Románia       | olimpiai negyeddöntő  | -            |              |
|              | 1964. október 20.  | Tokió, Csicsibu Herceg Stadion (JPN) | Magyarország     | 6 – 0        | Egyiptom      | olimpiai elődöntő     | -            | 29' 58'      |
|              | 1964. október 23.  | Tokió, Olimpiai stadion (JPN)        | Csehszlovákia    | 1 – 2        | Magyarország  | olimpiai döntő        | -            |              |
| 2.           | 1968. május 11.    | Moszkva, Lenin-stadion               | Szovjetunió      | 3 – 0        | Magyarország  | Eb-selejtező          | -            |              |
|              | Összesen           |                                      |                  | 2            | mérkőzés      |                       | 0            | gól          |

### Mérkőzései szövetségi kapitányként
| Magyarország | Magyarország        | Magyarország            | Magyarország | Magyarország | Magyarország | Magyarország | Magyarország | Magyarország |
| #            | Dátum               | Helyszín                | Hazai        | Eredmény     | Vendég       | Kiírás       | Gólok        | Esemény      |
| ------------ | ------------------- | ----------------------- | ------------ | ------------ | ------------ | ------------ | ------------ | ------------ |
| 1.           | 1986. szeptember 9. | Oslo, Ullevaal Stadion  | Norvégia     | 0 – 0        | Magyarország | barátságos   | -            |              |
| 2.           | 1986. október 15.   | Budapest, Népstadion    | Magyarország | 0 – 1        | Hollandia    | Eb-selejtező | -            |              |
| 3.           | 1986. november 12.  | Athén, Olimpiai Stadion | Görögország  | 2 – 1        | Magyarország | Eb-selejtező | -            |              |
|              | Összesen            |                         |              | -            | mérkőzés     |              | -            | gól          |